# Gemma Etheridge
Pour les articles homonymes, voir Etheridge.
Pas d'image ? Cliquez ici

b Matchs officiels uniquement.
Dernière mise à jour le 11 janvier 2025.
Gemma Etheridge est une joueuse australienne de rugby à sept née le 1er décembre 1986 à Tamworth. Elle a remporté avec l'équipe d'Australie le tournoi féminin des Jeux olympiques d'été de 2016 à Rio de Janeiro.

## Biographie
Gemma Etheridge fait partie de l'équipe d'équipe d'Australie de rugby à sept retenue pour disputer le tournoi féminin des Jeux olympiques d'été de 2016 à Rio de Janeiro. Elle remporte la médaille d'or avec son équipe.